# Roissard
Roissard ist eine französische Gemeinde mit 320 Einwohnern (Stand: 1. Januar 2022) im Département Isère in der Region Auvergne-Rhône-Alpes (vor 2016 Rhône-Alpes). Sie gehört zum Arrondissement Grenoble und zum Kanton Matheysine-Trièves. Die Einwohner werden Roissardons genannt.

## Geographie
Die Gemeinde Roissard liegt in der Landschaft Trièves, etwa 28 Kilometer südsüdwestlich von Grenoble am Südostrand des Vercors-Gebirges. Der hier aufgestaute Fluss Ébron begrenzt die Gemeinde im Süden. Umgeben wird Roissard von den Nachbargemeinden Monestier-de-Clermont im Nordwesten und Norden, Treffort im Nordosten und Osten, Lavars im Südosten und Süden, Saint-Martin-de-Clelles im Südwesten, Saint-Michel-les-Portes im Westen sowie Gresse-en-Vercors im Nordwesten. Der höchste Punkt im Gemeindegebiet ist der 1807 m hohe Felsgipfel des Rocher du Baconnet.

## Bevölkerungsentwicklung
| Jahr                       | 1962 | 1968 | 1975 | 1982 | 1990 | 1999 | 2006 | 2013 | 2021 |
| -------------------------- | ---- | ---- | ---- | ---- | ---- | ---- | ---- | ---- | ---- |
| Einwohner                  | 137  | 136  | 95   | 141  | 199  | 193  | 217  | 279  | 318  |
| Quellen: Cassini und INSEE |      |      |      |      |      |      |      |      |      |

## Sehenswürdigkeiten
- Kirche Saint-Étienne
- Schloss Bardonenche aus dem 17. Jahrhundert, Monument historique
- Wehrhaus aus dem 13. Jahrhundert
- Brücke über den Ébron (Pont de Brion)

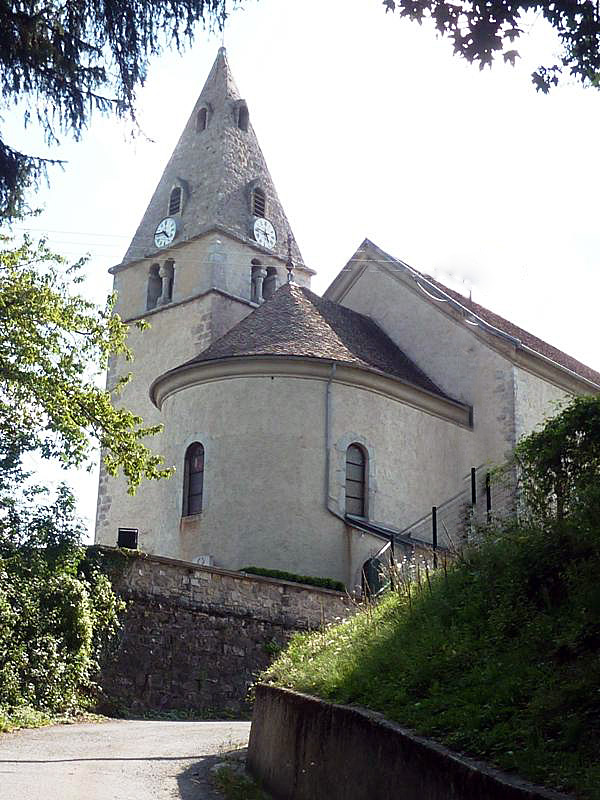
Kirche Saint-Étienne
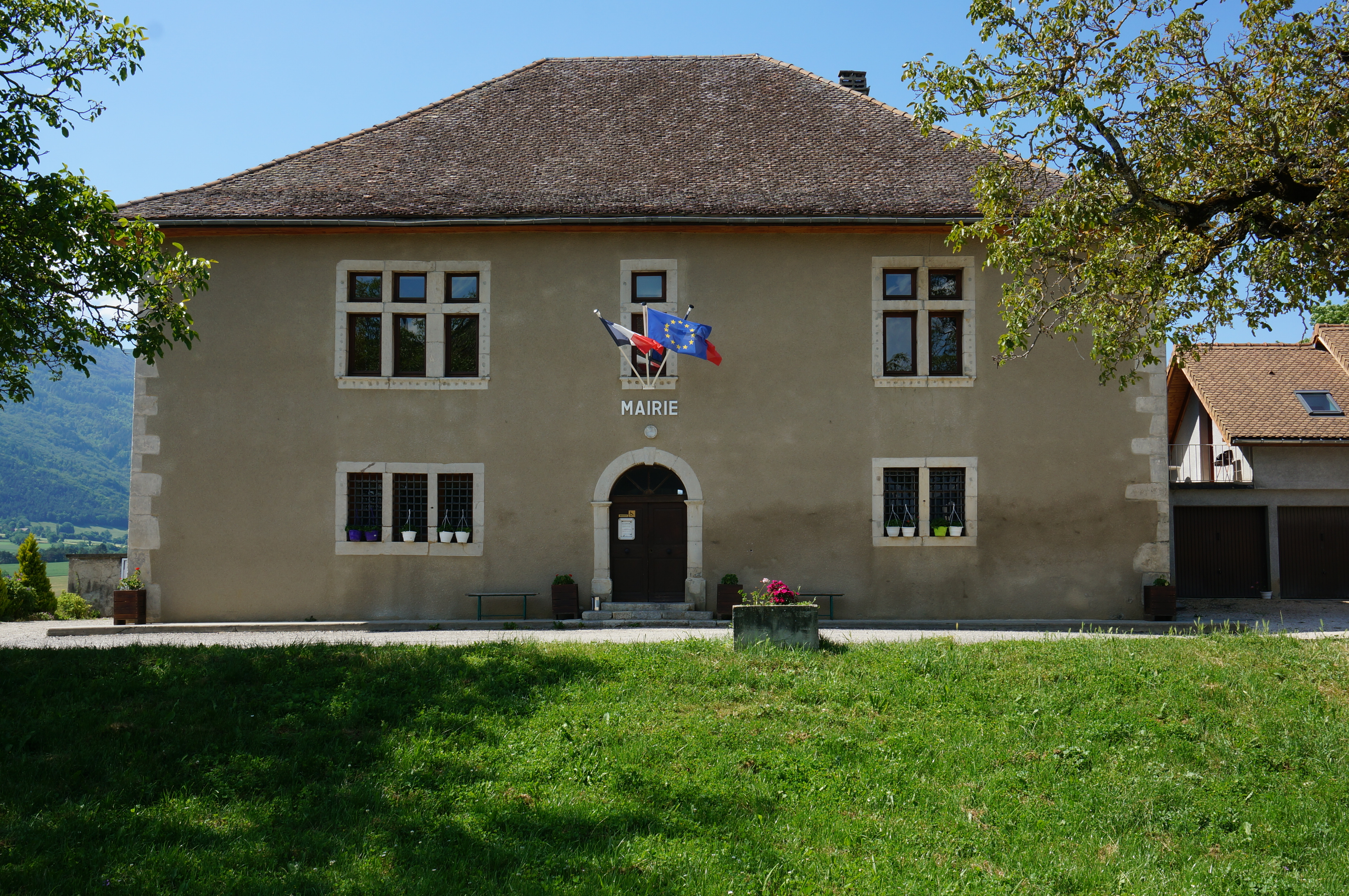
Rathaus (Mairie) von Roissard
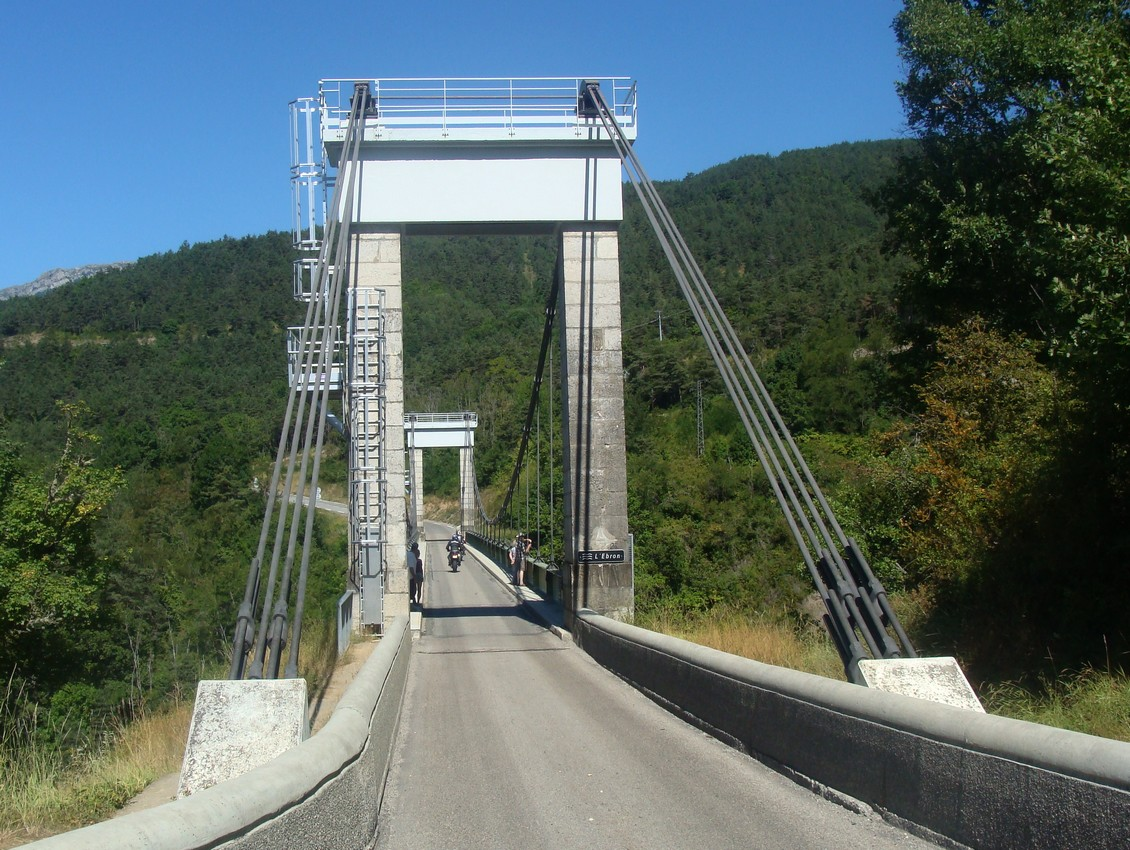
„Pont de Brion“